# Nuestra Señora de Andacollo
Nuestra Señora del Rosario de Andacollo es una advocación mariana de la religión católica, cuya imagen se venera en el Santuario de Nuestra Señora del Rosario, en la Región de Coquimbo, Chile. Es la patrona de la Arquidiócesis de La Serena.

## Hallazgo de la Virgen
Nuestra Señora del Rosario de Andacollo es la única denominación netamente chilena entre las muchas con que Chile honra a la Virgen María. La leyenda se remonta a los años de la conquista de Chile, y los datos históricos que acontecen durante este período se inician con la fundación de la ciudad de La Serena por Juan Bohón. La historia narra que en 1549 esta segunda ciudad de Chile fue incendiada por una rebelión de los nativos de Copiapó (ese mismo año es nuevamente levantada la ciudad por el conquistador Pedro de Valdivia).
De ese acontecimiento nace la leyenda de la imagen de la Virgen de Andacollo. Se cuenta que luego de la destrucción de la ciudad, los españoles huyen al sur buscando refugio. Suben la montaña y se encuentran con un pequeño asentamiento indígena de origen Molle, con influencia incaica. Fue grande su asombro al ver las quebradas llenas de oro de lavadero, de modo que deciden ocultar allí la pequeña imagen y siguen su rumbo al sur. Y es así como un indio de la zona llamado Collo, encuentra la imagen de la Virgen. Según la leyenda, el indio habría escuchado una voz celestial que le decía: «Anda, Collo, invita a tu pueblo a conocerme y a conocer el verdadero Dios».
El indio tomó la imagen y la llevó a su casa para rendirle culto asociándola a la Pachamama (Madre Tierra), desde entonces los lugareños comenzaron a ofrecerle sus danzas muy similares a las de los indígenas de Perú y Bolivia.

## Actual imagen de la Virgen
La primera imagen de la Virgen que se menciona en los relatos anteriores, la cual fue encontrada por el indígena, no es la que se venera actualmente en Andacollo. Se cuenta que la verdadera imagen desapareció misteriosamente. Debido a que la capilla se encontraba sin imagen, perdió su advocación a la Virgen del Rosario y pasó a llamarse Parroquia de San Miguel. 
Para recuperar su título, el párroco de ese entonces; Bernardino Álvarez del Tobar, inició una colecta entre los vecinos de Andacollo, reuniendo la suma de 24 pesos, y encargaron una imagen de la Virgen a Lima, Perú. Esta imagen llegó a comienzos de 1676, y después de conseguir la actualidad eclesiástica para que el Arcángel San Miguel abandonara su puesto en honor a la Virgen del Rosario, la imagen fue bendecida el primer domingo de octubre de 1676.
No existe constancia de los favores concedidos a través de la primera imagen, todos los milagros, algunos canónicamente aprobados son gracias a la intercesión de la Virgen María por medio de la actual imagen.

## Templos
La piedad popular en Andacollo ha tenido una evolución lenta pero sostenida, reflejada en la edificación de lugares de culto cada vez más espaciosos y de mayor riqueza arquitectónica. De hecho, tanto el templo chico como la Basílica han sido declarados monumentos nacionales.

Cuatro son los templos que sucesivamente se han levantado en las alturas de Andacollo para las ceremonias del culto católico: el primero en el siglo XVI, por el cura doctrinero don Gaytán de Mendoza; el segundo en el siglo XVII por el párroco don Bernardino Álvarez del Tobar. En el siglo siguiente mandó construir el tercero el Iltmo. Don Manuel Alday, obispo de Santiago, por medio de dos párrocos: don Mauricio Coello y don Vicente Valdivia; y, finalmente la gran Basílica [...] que fue mandado a edificar por el Iltmo. Dr. don José Manuel Orrego, tercer obispo de La Serena.
P. Principio Albás (Nuestra Señora del Rosario de Andacollo, 52).

### Templo chico

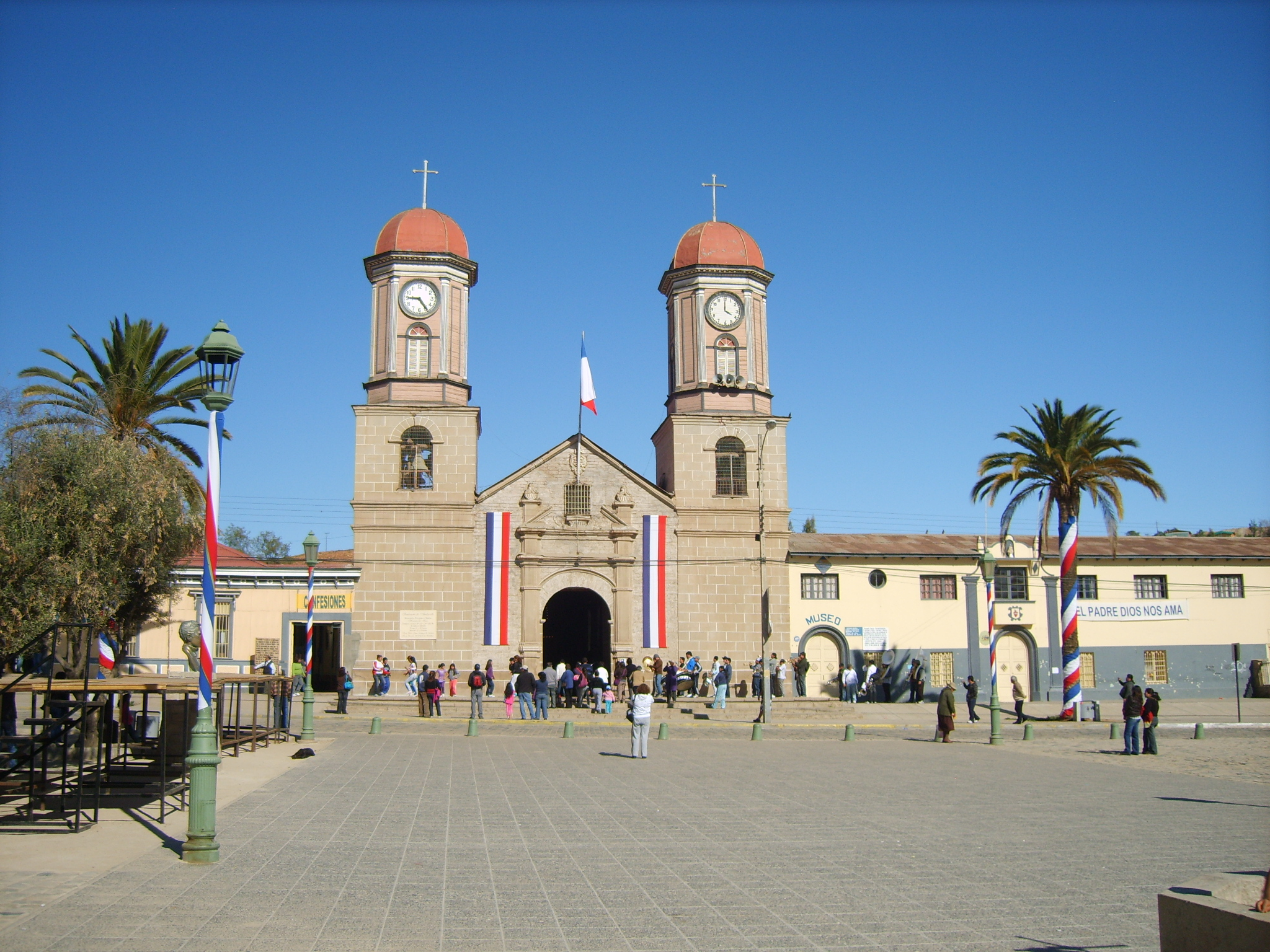
Iglesia chica de Andacollo.

El templo chico es el lugar de residencia habitual de la sagrada imagen de la Virgen de Andacollo. Comenzó siendo una pequeña capilla de paredes de barro y techo de coirón. Paulatinamente, y a fuerza de la devoción creciente del pueblo, se fue transformando en un templo de aspecto austero pero con una decoración barroca, especialmente en el retablo recubierto de plata donde se venera la imagen milagrosa.
Un vestíbulo provisto de escalinatas de mármol negro conduce al camarín de la Virgen, consistente en un oratorio octogonal dotado de una elegante cúpula sostenida por columnas corintias y adornado con los misterios del Santo Rosario. En el camarín los devotos tiene una visión aproximada de la imagen, que se puede girar a voluntad, y pueden allí expresar sus peticiones.
En el Museo adyacente los peregrinos pueden admirar una enorme cantidad de regalos de la Virgen, entre ellos descuellan los regalos de la Gran China, la ropa de gala de la Virgen, la sala de los jarrones y una valiosa colección de joyas de plata.

### Iglesia grande

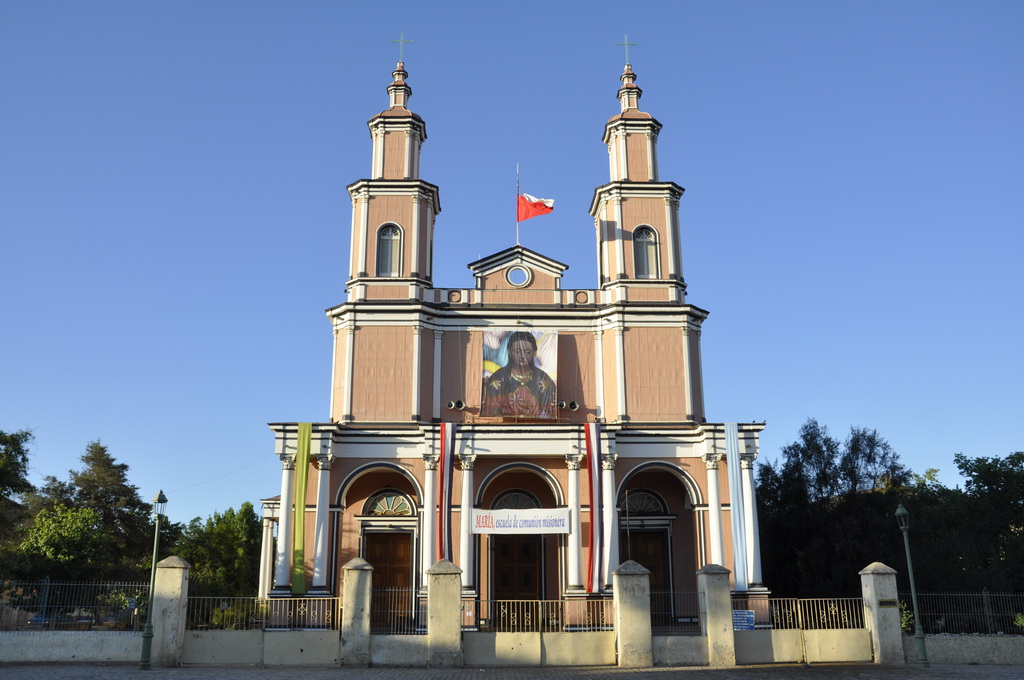
Iglesia grande o Basílica menor de Andacollo.

El obispo de ese entonces, José Manuel Orrego, en 1869 decidió la construcción de un templo mayor que permitiera una atención más digna y cómoda a la creciente muchedumbre de peregrinos. Los padres dominicos habían logrado traer desde Roma a un arquitecto que trazara los planos de una de sus iglesias: la Recoleta dominica; de igual manera se trajo un arquitecto italiano de prestigio y los trabajos de construcción del templo se iniciaron el 26 de diciembre de 1873. Las faenas se extendieron por veinte años de manera que la inauguración del templo fue el 26 de diciembre de 1893.
La empresa Parker se adjudicó el honor de llevar a cabo este grandioso trabajo, pero los trabajadores contratados directamente por la empresa eran en un número mínimo, por lo mismo, se necesitó de los habitantes de ese entonces para concluir esta obra. Fue así como los andacollinos se hicieron partícipes de esta obra tomando como costumbre los fines de semana de acercarse hasta las inmediaciones de la obra a colaborar principalmente en la fabricación de los adobes. Los niños descalzos saltaban por sobre los adobes logrando que éstos se compactasen adquiriendo una firmeza que hasta hoy perdura soportando las inclemencias del tiempo y los movimientos telúricos.
La Basílica menor fue diseñada por el arquitecto italiano Eusebio Chelli, con un estilo románico bizantino. Su mayor estructura es de madera de pino Oregón traída desde California, los adobes están cubiertos por el exterior por láminas de fierro galvanizadas y por el interior con cañas de Guayaquil. Posee 36 columnas, 5 gigantescas puertas, 5 naves. Los cimientos sobre los cuales se posa esta obra monumental es de 6 metros de piedras y cemento. Las medidas son: 30 metros de ancho y 70 de largo; la altura es de 45 metros en la cúpula, 40 metros en la parte media y 50 metros en las torres. La capacidad que tiene es para 10 000 personas.

## Veneración

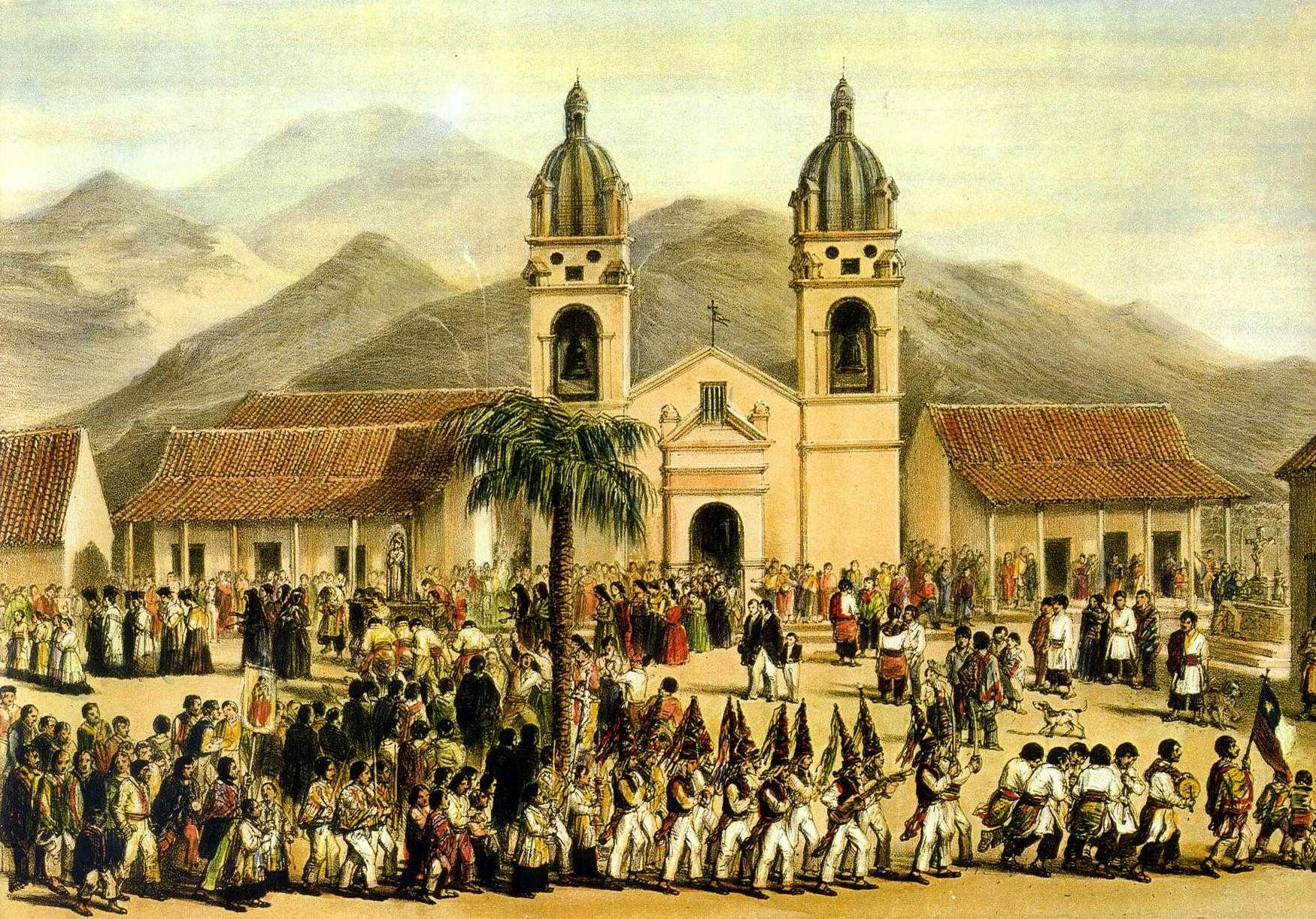
Celebración en 1838, dibujo de Claudio Gay.

Por decreto de la Santa Sede, el 26 de diciembre de 1901 fue solemnemente coronada la imagen de Nuestra Señora del Rosario de Andacollo, venerada por más de cuatro siglos en el pueblo del que toma su nombre.
La devoción se propagó hasta darle fama en Chile y otros países, siendo la fiesta religiosa más importante del Chile, convocando a cerca de quinientos mil feligreses año tras año. Como reconocimiento de ello, la Sede Apostólica dispuso en 1901 que la sagrada imagen fuera coronada. El cardenal Mariano Rampolla del Tindaro había decretado el 15 de junio de 1899, por encargo del papa León XIII, que la imagen andacollina fuera «coronada con corona de oro», siendo ésta la primera en toda Latinoamérica. Al año siguiente, los claretianos asumieron el servicio del santuario e implementaron el cumplimiento del decreto.
Las joyas reales para «La Chinita», como es llamada la Virgen, y el Divino Niño en sus brazos fueron encargadas a la Casa Biais de París y financiadas en gran parte por erogación popular. Es la patrona de todo el norte de Chile. La corona que usa diariamente en la actualidad fue traída desde Francia, y la corona de oro que luce en sus celebraciones es una donación de los mismos andacollinos. La costumbre de vestir a la imagen de la Virgen se inicia en 1828. El niño Jesús que la Virgen lleva en sus brazos fue adherido en 1830.
La localidad de Andacollo, con su imagen venerada y visitada por miles de visitantes nacionales y extranjeros, se llena de colores, danzas y música de las numerosas cofradías y agrupaciones de bailes, cuya principal función es formar la carrera de honor y escoltar a la imagen durante la procesión solemne. Están conformadas por los bailes chinos, que se celebran desde 1585, los turbantes, desde 1752, y los morenos, gitanos, pieles rojas y danzantes de Tamaya, acompañados de bombos, cajas, flauta de cañas, matracas, platillos y tarkas.
La «Fiesta chica» es celebrada anualmente el primer domingo de octubre, mientras que la «Fiesta grande» se lleva a cabo entre los días 23 y 27 de diciembre. Por la cantidad de días festivos el número de peregrinos asciende, y los bailes religiosos participantes son unos 80. La solemnidad de la Virgen es el día 26 de diciembre, fecha elegida para estar en sintonía con el Santuario de Guadalupe (México), pues ese día fue llevada la tilma de Juan Diego a su primera capilla del Tepeyac. Lo que María de Guadalupe es para el norte de América, María de Andacollo es para el sur del continente.

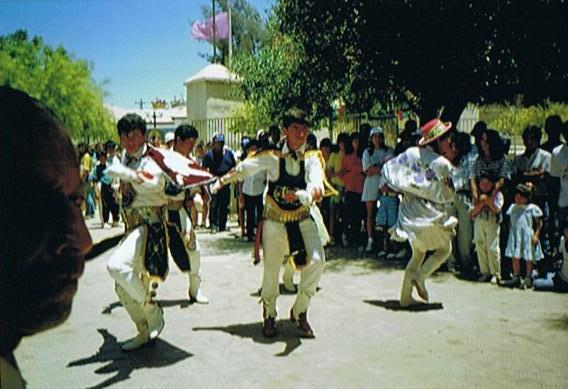
Celebración de la fiesta de la Virgen de Andacollo